# Jenkins (szoftver)
A Jenkins egy nyílt forráskódú, Java nyelven írott folyamatos integrációs eszköz. A projekt a Hudson projekt egy leágaztatásává vált, az Oracle-lal való vita után.
A Jenkins folyamatos integrációs szolgáltatást nyújt szoftverfejlesztéshez. Ez egy szerver alapú rendszer, mely egy olyan szervlet konténerben futhat, mint pl. az Apache Tomcat. Támogatja a következő SCM eszközöket: AccuRev, Cvs, Subversion, Git, Mercurial, Perforce, Clearcase és RTC, és végre tud hajtani Apache Ant és Apache Maven alapú projekteket valamint tetszőleges shell scripteket és Windows batch parancsokat is. A Jenkins elsődleges fejlesztője Kohsuke Kawaguchi. A Jenkinst MIT licenc alatt adják ki és szabad szoftver.
A buildelés kezdeményezhető számos eszközzel, többek közt egy verziókezelő rendszer jóváhagyása (angolul commit) alapján, vagy cron-szerű mechanizmussal ütemezetten, buildelés abban az esetben, ha más buildek befejeződtek, és speciális build URL kérése alapján is.

## Története
A Jenkinst eredetileg Hudson projektként fejlesztették. A Hudson 2004 nyarán született a Sun Microsystemsnél. Az első kiadása a java.net-en történt 2005 februárjában.
2007 tájékára a CruiseControl és más nyílt forráskódú buildszerverek jobb alternatívájaként vált ismertté. 2008 májusában a JavaOne konferencián a szoftver megnyerte a Duke's Choice Awardot a fejlesztői megoldások kategóriájában.
2010 novembere folyamán felmerült egy probléma a Hudson-közösségben a használt infrastruktúrával kapcsolatosan, mely túllépett az eredeti kérdésen, és az Oracle gondoskodását és kontrollját kezdte feszegetni.
Tárgyalások zajlottak a fő projekt közreműködői és az Oracle között, és habár sok területen sikerült megállapodniuk, a kulcsfontosságú  vitapont a "Hudson" márkanév körül alakult ki, miután az Oracle magának tartotta fent a jogot a név használatára, és kérvényt nyújtott be a védjegy bejegyzésére 2010 decemberében. Ennek eredményeként 2011. január 11-én szavazási felhívás készült a projekt átnevezésére "Hudson"-ról "Jenkins"-re. A javaslatot a közösségi szavazatok túlnyomó része jóváhagyta 2011. január 29-én, és létrehozták a Jenkins projektet.
2011. február 1-én az Oracle kijelentette, hogy szándékában áll folytatni a Hudson fejlesztését és a Jenkinst nem átnevezésnek, hanem egy leágazásnak tekintik. Így a Jenkins és Hudson két független projektként folytatta tovább. Mindkettő azt állította a másikról, hogy az a leágaztatás. 2013. decemberére a Jenkins szerveződés a GitHubon 567 projekttagot és 1100 nyilvános repositoryt számlált, szemben  a Hudson 32 projektjével és 17 nyilvános repositoryjával.
2011-ben Kohsuke Kawaguchi Google-O'Reilly nyílt forráskód díjat kapott a Hudson/Jenkins projektben végzett munkájáért.

## Pluginek
A Jenkinshez számos plugint is kiadtak, hogy használatát kiterjesszék a Java-n kívül más nyelven írt projektekre is. A pluginek elérhetők a Jenkins verziókezelő rendszerekhez és big databases integrációjához. Sok build eszköz támogatott a megfelelő pluginjén keresztül. A pluginekkel meg lehet változtatni a Jenkins kinézetét, ill. új funkciókat is hozzá lehet adni.
A buildek számos formátumban generálhatnak teszt riportokat (JUnit alapból támogatott, a többi plugineken keresztül) és a Jenkins képes riportokat megjeleníteni és trendeket generálni, majd a GUI-n megjeleníteni őket.

## Fordítás
Ez a szócikk részben vagy egészben  a   Jenkins_(software) című angol Wikipédia-szócikk ezen változatának fordításán alapul.  Az eredeti cikk szerkesztőit annak laptörténete sorolja fel. Ez a jelzés csupán a megfogalmazás eredetét és a szerzői jogokat jelzi, nem szolgál a cikkben szereplő információk forrásmegjelöléseként.